# Список послов СССР и России в Танзании
В статье представлен список послов СССР и Российской Федерации в Танзании (до 1964 — Танганьике).
- 8 — 10 декабря 1961 г. — установлены дипломатические отношения на уровне посольств.

## Список послов
| Срок полномочий                   | Посол                          | Годы жизни | Вручение верительных грамот |
| --------------------------------- | ------------------------------ | ---------- | --------------------------- |
| СССР                              |                                |            |                             |
| 14 июня 1962 — 2 сентября 1969    | Андрей Михайлович Тимощенко    | 1910—1989  | 28 июня 1962                |
| 2 сентября 1969 — 26 декабря 1972 | Вячеслав Александрович Устинов | 1925—2009  | 15 сентября 1969            |
| 26 декабря 1972 — 2 апреля 1980   | Сергей Александрович Слипченко | 1912—1991  | 7 февраля 1973              |
| 2 апреля 1980 — 8 июля 1985       | Юрий Алексеевич Юкалов         | 1932—2003  | 16 апреля 1980              |
| 8 июля 1985 — 1989                | Сергей Иванович Илларионов     | 1923—2015  |                             |
| 30 июня 1989 — 16 ноября 1989     | Андрей Игоревич Фиалковский    | 1933—1989  |                             |
| 1991 — 25 декабря 1991            | Владимир Николаевич Кузнецов   | 1934—2013  |                             |
| Российская Федерация              |                                |            |                             |
| 25 декабря 1991 — 2 ноября 1992   | Владимир Николаевич Кузнецов   | 1934—2013  |                             |
| 2 ноября 1992 — 14 марта 1997     | Кенеш Нурматович Кулматов      | род. 1934  |                             |
| 14 марта 1997 — 17 февраля 2004   | Доку Гапурович Завгаев         | род. 1940  |                             |
| 26 августа 2004 — 27 августа 2010 | Леонид Алексеевич Сафонов      | 1947—2019  | 13 октября 2004             |
| 27 августа 2010 — 13 февраля 2015 | Александр Александрович Ранних | род. 1949  |                             |
| 13 февраля 2015 — 5 апреля 2022   | Юрий Фёдорович Попов           | род. 1954  | 30 апреля 2015              |
| 5 апреля 2022 — настоящее время   | Андрей Левонович Аветисян      | род. 1960  | 7 июня 2022                 |